# Теренциан Мавър
Теренциан Мавър (на латински: Terentianus Maurus) е латински граматик и теоретик на метриката от края на 2 век по времето на император Адриан (117 – 138).
Името си Мавър получава, понеже произлиза от римската провинция Мавретания.
Неговото главно произведение е от четири книги De litteris, de syllabis, de metris („Изговорът, срички и верси“). Текстът излиза от печат за пръв път през 1497 г.

## Издание
- Grammatici Latini ex recensione Henrici Keilii. Vol. 6. Leipzig: Teubner, 1874; R Cambridge, 2009.